# Bizzy Bone
Pour les articles homonymes, voir McCane et Bone.
Bizzy Bone, de son vrai nom Bryon Anthony McCane II, né le 12 septembre 1976 à Columbus, dans l'Ohio, est un rappeur américain.

## Biographie

### Débuts
Bryon Anthony McCane est né le 12 septembre 1976 d'une mère italienne et d'un père afro-américain. Alors qu'il a 5 ans, son beau-père le kidnappe, ainsi que ses deux sœurs, et le traîne à travers les États-Unis en lui faisant croire que sa mère est morte. C'est seulement en 1983, alors que Bryon vit avec son beau-père dans l'Oklahoma, qu'une personne le reconnaît grâce à un avis de recherche diffusé à la télévision et prévient la police. Celle-ci ramène les enfants dans leur famille d'origine, mais quelque temps après la mère de Bryon se marie avec un homme qui s'avère être violent et abuse physiquement du jeune garçon. Le divorce est alors prononcé et les enfants sont placés en famille d'accueil.
À 13 ans, Bryon et ses sœurs emménagent à Cleveland, dans l'Ohio. C'est à cette époque que le futur Bizzy Bone rencontre Layzie Bone, Krayzie Bone, Wish Bone, Flesh-N-Bone et forme avec eux, en 1993, le groupe B.O.N.E. Enterpri$e qui deviendra rapidement Bone Thugs-N-Harmony. L'équipe se fait remarquer par Eazy-E, rappeur fondateur du groupe N.W.A. qui les signe sur son label Ruthless Records et leur offre leurs premiers succès Thuggish Ruggish Bone et Foe Tha Love of Money. En 2002, il participe à l'émission America's Most Wanted présentée par John Walsh le père d'Adam, révélant avoir été battu et maltraité. Bryon écrit et joue une chanson à l'émission A.M.W. dans laquelle il remercie Walsh et encourage chaque enfant battu à aller de l'avant,.

### Carrière solo
Bizzy Bone lance sa carrière solo en 1998, popularisé par un style unique qui mêle le chant et les phases de flow très rapide. Son premier album Heaven'z Movie, publié le 6 octobre 1998, connait un bon succès, atteint la troisième place du Billboard 200 et devient certifié disque de platine certifié par la RIAA[réf. nécessaire]. Pourtant, pour des raisons financières, le projet a été amputé de nombreux titres par Tomica Wright, veuve d'Eazy-E et nouveau directeur acerbe de Ruthless Records. Cela n'empêche toutefois pas les singles Thugz Cry et Nobody Can Stop Me de se faire remarquer auprès du public[réf. nécessaire].
Le deuxième album de Bizzy Bone, intitulé The Gift, est publié le 13 mars 2001. Il bénéficie de bonnes ventes, est certifié disque d'or, et gagne notamment la deuxième place des meilleurs albums indépendants du magazine Billboard. En 2004, le rappeur fait paraître deux albums à la suite, Alpha and Omega le 14 septembre, et The Beginning and the End, qui montrent un changement dans sa façon de rapper, à la fois plus dure dans les propos et moins mélodieuse dans la forme. Le succès est mitigé. S'ensuivent plusieurs albums qui ne remportent pas un gros succès critique, jusqu'à la parution, en 2008, de l'album A Song for You signé chez Virgin Records. Bizzy y renoue avec son style mélodieux et son rap énergique, popularisé par les singles A Song for You (featuring DMX) et Money (featuring Twista). Deux ans plus tard le rappeur fait paraître le disque The Greatest Rapper Alive et se permet une incartade avec un album mêlant rock et hip-hop, intitulé Crossroads 2010.
L'année 2014 voit paraître un nouveau EP de Bizzy Bone intitulé The Wonder Years en vente exclusive sur la plateforme web du label de Krayzie Bone The Life Entertainement.

## Controverse
Après avoir connu le succès avec Bone Thugs-N-Harmony, Bizzy Bone s'est fait remarquer pour son comportement belliqueux avec les autres membres du groupe et ses problèmes d'argent avec le label Ruthless Records géré par Tomica Wright. À cette époque, il est notamment affecté par le décès de son père Byron Carlos McCane (en 1997) et le meurtre de son demi-frère Adrian « Capo » Parlette (en 2003). Ces problèmes l'éloignent du groupe, qui continue alors sa route sans lui. Cependant, il réintègre l'équipe en 2010 pour l'album Uni5: The World's Enemy.
En 2004, Bizzy Bone se lance dans une expérience spirituelle en devenant volontairement SDF pendant sept mois, voyageant sans argent à travers l'Ohio et dormant dans des stations de bus. C'est à cette époque qu'il enregistre une interview pour l'émission Damage Control de la radio KPFT de Houston dans laquelle il apparaît comme possédé, rongé par la drogue et les substances illicites. Il reconnaîtra avoir été sans domicile fixe.
Le 16 juin 2011, il se fait également remarquer après un concert à Chicago pour avoir agressé deux fans de Bone Thugs-N-Harmony, et cassé le nez de l'un d'entre eux.

## Vie privée
Bizzy Bone est le père de huit enfants qu'il a eus avec différentes femmes. Son premier fils est né alors qu'il avait tout juste 14 ans[réf. nécessaire].

## Discographie

### Albums studio
- 1998 : Heaven'z Movie
- 2001 : The Gift
- 2004 : Alpha and Omega
- 2005 : Speaking in Tongues
- 2006 : Thugs Revenge
- 2006 : The Story
- 2006 : The Midwest Cowboy
- 2006 : Evolution of Elevation
- 2007 : Trials & Tribulations
- 2008 : A Song for You
- 2010 : Crossroads: 2010

### Albums indépendants
- 2004 : The Beginning and the End
- 2008 : Ruthless
- 2009 : Back with the Thugz
- 2009 : Back with the Thugz Part 2
- 2019 : Carbon Monoxide
- 2020 : Mantra
- 2021 : War of roses

### EPs
- 2005 : For the Fans Vol. 1
- 2014 : The Wonder Years

### Compilations
- 2007 : The Best of Bizzy Bone
- 2010 : The Best of Bizzy Bone 2
- 2011 : Greatest Rapper Alive
- 2011 : Mr. Ouija
- 2013 : Best of Collabo's

### Mixtape
- 2006 : Only One (For the Fans Vol. 2)

### Albums collaboratifs
- 2005 : Bone Brothers (avec Layzie Bone)
- 2006 : Bone Collector (avec Q Loco)
- 2007 : Bone Brothers 2 (avec Layzie Bone)
- 2008 : Bone Brothers 3 (avec Layzie Bone)
- 2008 : Still Creepin on Ah Come Up (avec Layzie Bone)
- 2009 : Thug Pound (avec Bad Azz)
- 2010 : The Best of Bone Brothers (avec Layzie Bone)
- 2010 : Who Killed My Mama (avec Ta Smallz)
- 2010 : Destination Ailleurs (avec Papillon Bandana)
- 2011 : Bone Collector 2 (avec Q Loco)
- 2011 : Bone Brothers IV (avec Layzie Bone)
- 2011 : Countdown to Armageddon (avec Ac Killer)
- 2013 : Presidential (avec Kray, de Fallen Kings Records)

## Filmographie
- 2001 : Jacked Up : Zach
- 2003 : Cutthroat Alley : Ghetty
- 2015 : What Now : B-Murda